# Тарасенкова, Антонина Павловна
Антонина Павловна Тарасенкова (25 января 1930 года, Брянская область) — вздымщица Навлинского лесокомбината Государственного комитета СССР по лесному хозяйству, Брянская область, полный кавалер ордена Трудовой Славы (1986).

## Биография
Родилась 25 января 1930 года на территории современной Брянской области. По национальности — русская.
Начиная с 1950 года, в течение 40 лет проработала вздымщицей (подсочницей) в местном леспромхозе, заготавливала ценное природное сырьё — сосновую смолу — живицу.
Она помнила каждую сосну, а на её участке их бывало десять-двенадцать тысяч. Двигаясь от сосны к сосне, делая надрезы, проходила за сутки до 20 километров. Двадцать лет была первой в леспромхозе, обходила по нормам мужчин.
Указами Президиума Верховного Совета СССР от 24 апреля 1975 года и 14 апреля 1981 года Тарасенкова Антонина Павловна награждена орденами Трудовой Славы 2-й и 3-й степеней.
Указом Президиума Верховного Совета СССР от 13 августа 1986 года за успехи, достигнутые в выполнении заданий одиннадцатой пятилетки и социалистических обязательств, Тарасенкова Антонина Павловна награждена орденом Трудовой Славы 1-й степени. Стала полным кавалером ордена Трудовой Славы.
Проработала в лесу вздымщицей около 40 лет. Был случай, когда ей якобы приходилось отбиваться от волка связкой ключей.
Живёт в поселке Синезёрский (по другим данным в с. Вздружное.) Навлинского района Брянской области.
У Антонины Павловны трое дочерей, три внука, два правнука и правнучка, которых она очень любит.

## Награды
Награждена орденами  Трудовой Славы 1-й, 2-й, 3-й степеней:
3 ст. 24.04.1975 № 88055
2 ст. 14.04.1981 № 5828
1 ст. 13.08.1986 № 504
- медалями, в т. ч. региональными: Памятная медаль «70 лет освобождения Брянской области от немецко-фашистских захватчиков», Памятная медаль «В честь подвига партизан и подпольщиков», знаками «Ударник пятилетки», «Победитель социалистического соревнования»»[1].